# Kovacs Lajos

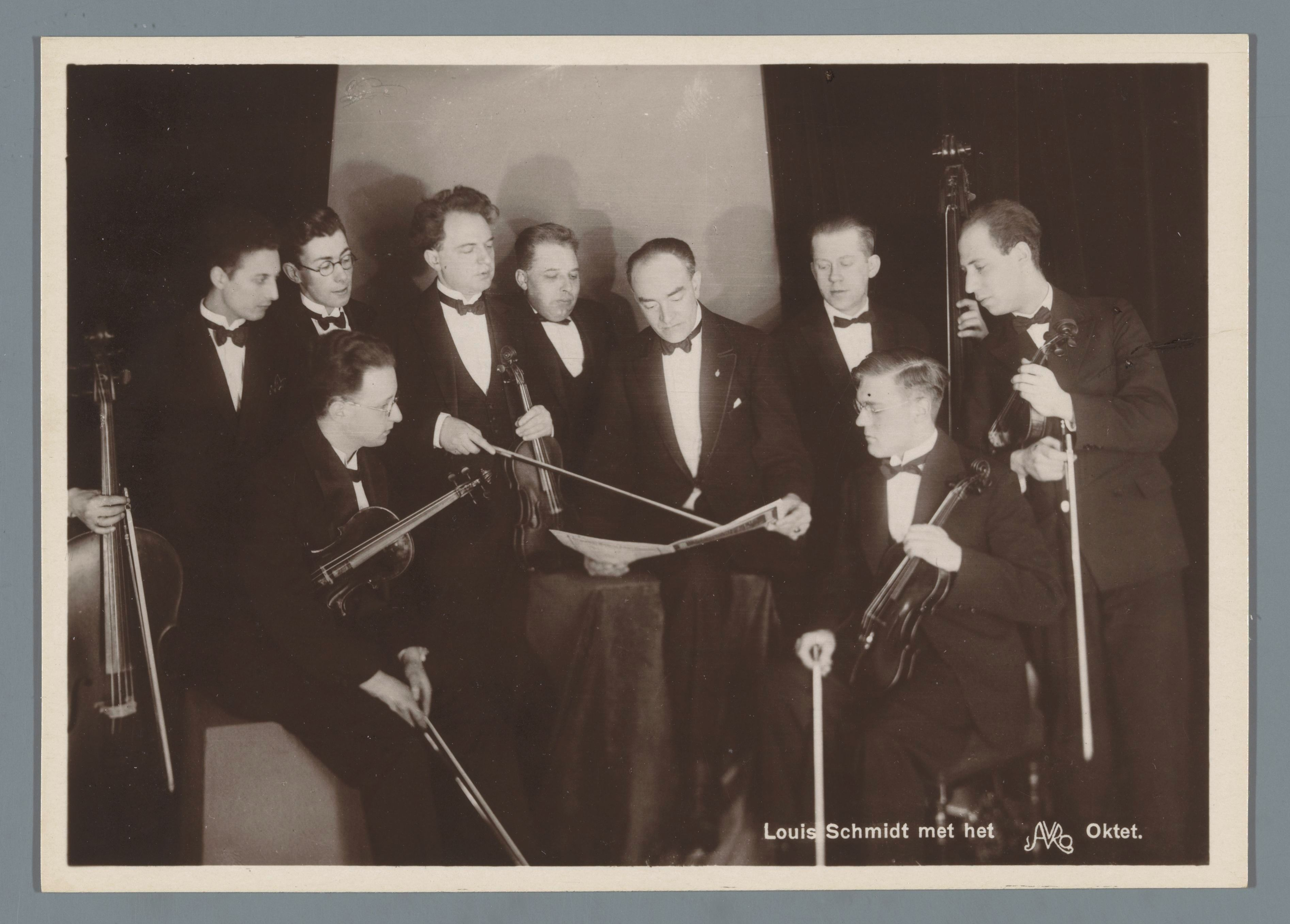
Louis Schmidt (enige zonder muziekinstrument, partituur vasthoudend); ongedateerde foto

Kovacs Lajos, pseudoniem van Louis Schmidt, (Amsterdam, 8 december 1886 - Hilversum, 14 september 1974) was een Nederlands dirigent.
Hij was een zoon van Ernst Lodewijk George Schmidt en Johanna Suzanna Kalf. Hij was genoemd naar zijn jonggestorven halfbroer, de pianist Louis Schmidt. Hij trouwde met Johanna Frohn. Zijn inschrijving in het militieregister vermeldde kantoorbediende als beroep. Hij werd gecremeerd op Daelwijck. 
Zijn vader was muziekleraar en muzikant, die hem de beginselen bijbracht op piano en viool. Verder studie vond plaats in Keulen aan het Keuls conservatorium. Hij verdiende zijn studiegeld door als pianist op te treden met een Hongaars zigeunerorkest, waarbij hij zijn schuilnaam uitvond; het zou een Hongaarse vertaling zijn. Hij verbleef enige tijd in Berlijn, maar moest bij het uitbreken van de Eerste Wereldoorlog terug naar zijn vaderland en vestigde zich in omroepstad Hilversum. In 1918 schreef hij een toneelspel onder de titel Danaë of het mysterie des vallenden goud, waarvoor hij tevens de ondersteunende muziek schreef. Hij werd in 1925 musicus bij de Hilversumsche Draadlooze Omroep (HDO). In 1931 werd hij door de AVRO gevraagd een orkest samen te stellen gestoeld op de Duitse amusementsorkesten in die tijd. Dat orkest was bijna dagelijks te horen op de radio met concerten met kamermuziek (AVRO-oktet) en begeleiding van hoorspelen, waarvoor hij niet zelden ook de muziek schreef. Hij schreef ook liedjes voor artiesten als Bob Scholte en Dries Krijn. Niet alleen was hij voor de radio bij de AVRO te horen; hij schreef ook bijdragen voor de Avrobode, dichtte voorts.
Wanneer de Tweede Wereldoorlog uitbreekt blijkt de dirigent al vanaf 1934 tot 1940 een fervent volger te zijn van de Nationaal Socialistische Beweging (NSB). Tijdens de bezetting spant hij zich in om het AVRO-orkest te ontdoen van Joodsche en socialistische musici en een programmering samen te stellen die in de smaak viel van die bezetters. Ook zou hij musici met anti-nazisympathieën aangegeven hebben. Hij schreef voorts in die jaren muziek bij een openluchtspel met antisemitische teksten. Hij moest in 1947 dan ook voor een Goois tribunaal verschijnen. De uitspraak was mild vanwege zijn blijk van inkeer; hij was al op 1 juli 1945 geïnterneerd en dat werd verlengd tot 1 juli 1948; een uiteindelijke straf van drie jaar. Andere gevolgen was de uitspraak was dat zijn kiesrecht hem ontnomen werd en dat hij gedurende zijn leven verbannen werd van de omroep. Tribunaal en uitspraak waren landelijk nieuws.
Na die periode wordt zijn naam in de Nederlandse pers genoemd bij terugblikken in de loopbanen van bijvoorbeeld Bob Scholte en Pierre Palla. Slechts enkele kranten meldden nog zijn overlijden in 1974.